# Brad Finstad
Bradley Howard Finstad, né le 30 mai 1976 à New Ulm, est un homme politique américain. Membre du Parti républicain, il représente le 1er district congressionnel du Minnesota à la Chambre des représentants des États-Unis depuis 2022.

## Biographie

### Origines et études
Brad Finstad est né à New Ulm dans le Minnesota, le 30 mai 1976,. Il a grandi dans la ferme familiale du comté de Brown (Minnesota), que sa famille exploite depuis plusieurs générations. Il a obtenu un bachelor en sciences en enseignement agricole à l'Université du Minnesota.
Brad Finstad se considère comme catholique.

### Début en politique
Après avoir obtenu son diplôme universitaire, Brad Finstad rejoint le département des ressources humaines de Christensen Family Farms dans le comté de Brown (Minnesota). Il a ensuite brièvement travaillé comme directeur régional pour le Minnesota Farm Bureau.
Pendant deux ans, il est conseiller du représentant républicain Mark Kennedy (en), dont il quitte l'équipe pour se présenter en 2002 à la Chambre des représentants du Minnesota. Après son élection, il prend ses fonctions en janvier 2003 et siège jusqu'en 2009. Au cours de son troisième et dernier mandat à la législature, il a été assistant du chef de la minorité. Il a également siégé au Comité consultatif sur la santé rurale sous la direction du gouverneur du Minnesota, Tim Pawlenty.
De 2008 à 2017, Brad Finstad est PDG du Center for Rural Policy and Development, une organisation à but non lucratif de recherche sur le développement et les politiques rurales basée à St. Peter dans le Minnesota. Il a également travaillé pour une société de recherche et de conseil en agriculture.
En novembre 2017, il est nommé directeur du développement rural du Département de l'agriculture des États-Unis pour le Minnesota par le président Donald Trump. Il quitte cette fonction en 2021, peu de temps après la fin du mandat de Donald Trump, pour devenir directeur exécutif par intérim de l'Association des éleveurs de dindon du Minnesota.
En parallèle de son service gouvernemental, il est également exploitant agricole d'une ferme familiale avec son frère.

### Chambre des représentants des États-Unis
Après le décès du représentant du 1er district du Minnesota, Jim Hagedorn, Finstad annonce sa candidature à l'élection spéciale d'août 2022 organisée pour désigner celui qui terminera son mandat. Le 24 mai, il remporte la primaire républicaine contre huit candidats, dont le représentant du Minnesota  Jeremy Munson et la veuve de Hagedorn, Jennifer Carnahan. Le 9 août, il remporte simultanément l'élection spéciale contre le démocrate Jeff Ettinger, et la primaire républicaine pour l'élection générale de novembre, de nouveau contre Jeremy Munson.
Il prend ses fonctions après sa prestation de serment devant la présidente de la Chambre des Représentants des Etats-Unis Nancy Pelosi le 12 août 2022. Lors de son premier jour au Congrès, comme tous les élus républicains de la Chambre, il vote contre la loi de 2022 sur la réduction de l'inflation.
Le 8 novembre 2022, il est élu pour un premier mandat complet en battant de nouveau le démocrate Jeff Ettinger.
Le 31 mai 2023, il fait partie des 71 républicains qui s'opposent au Fiscal Responsibility Act of 2023, le projet de loi résultant de l'accord entre Joe Biden et Kevin McCarthy pour mettre fin à la crise du plafond de la dette.
Candidat à sa réélection lors des élections de 2024, il remporte aisément la primaire républicaine d'août, avant d'être élu pour un deuxième mandat complet en rassemblant 58,5 % des suffrages contre la démocrate Rachel Bohman le 5 novembre,.